# La Capana
La Capana (A Capana en aragonés) es una pardina aragonesa del municipio de Aínsa-Sobrarbe, en la provincia de Huesca, España. Actualmente se encuentra despoblada y está listada como conjunto arquitectónico.

## Geografía
La pardina controla un altiplano llamado «el Cámbol» (*campo), por donde pasa la divisoria que separa la cuenca hidrológica del barranco de Bruello y de la del barranco de La Capana. Bajo la localidad, en el propio acuífero de donde se debía de sacar el agua de pozo, nace el barranco de «Zaiquiales», afluente del de Bruello.
La sierra de la Capana es una de las sierras menores que bajan del Sarrastaño, y un poco por alto de la casa (al oeste) forma un tozal llamado «La Plana».
La Capana tiene un camino principal de pista transitable por turismos casi hasta la propia pardina, que nace junto al desvío de Coscojuela de Sobrarbe en la carretera A-138. Se comunica con Pelegrín y con Serrato por la pista, que continúa por las Sarrastaño pasando por el «carrascal de la Lueza» y los campos conocidos como «Solans».
Por el otro lado, el del barranco de La Capana, se coge el camino de «los Dineros», que pasa por debajo de las peñas del Sarrastaño sigue a Buil y Linés.
La Capana, con Linés, Serrato, Bruello y las otras pardinas  en los dos barrancos que la rodean fue parte del municipio de Santa María de Buil, que desapareció en los años 1960 absorbido por el de Aínsa. Desde 1981, el municipio se llama en consecuencia Aínsa-Sobrarbe.

## Pardina
La Capana consta de una única casa, aunque de considerables dimensiones, que se acompaña de bellas bordas (palleros y graneros), una masadería para hacer pan, una capilla que se transformó en herrería, un pozo para sacar agua, y una iglesia del siglo XVIII para servicios en la pardina. La iglesia está dedicada a San Antonio.
Sobre la diversidad de los edificios que acompañan la casa, que permitían una vida muy autosuficiente, el geógrafo José Luis Acín, en su libro Paisajes con recuerdo (PRAMES, 1997), escribió:

«Se debe entender la autosuficiencia de la montaña, la autarquía y autoabastecimiento que debió imperar durante los siglos pasados en diferentes núcleos pirenáicos. Es ineludible visitarla para comprender las empresas de una cultura que se nos va.»
J. L. Acín Fanlo.